# Oxyopes taeniatus
Oxyopes taeniatus är en spindelart som beskrevs av Tord Tamerlan Teodor Thorell 1877. Oxyopes taeniatus ingår i släktet Oxyopes och familjen lospindlar. Inga underarter finns listade i Catalogue of Life.